# Анхелика Селаја
Анхелика Селаја (шп. Angélica Celaya) америчка је глумица, плесачица, водитељка и манекенка.

## Филмографија
| Година:   | Српски назив:               | Оригинални назив: | Улога:             | Жанр:      |
| --------- | --------------------------- | ----------------- | ------------------ | ---------- |
| 2013.     | /                           |                   | Еухенија Касас     | теленовела |
| 2012.     | Одстрел / Непоуздани агенти |                   | Анхела Флорес      | ТВ серија  |
| 2012.     | /                           |                   | Глорија Валенсуела | филм       |
| 2010.     | Неко те посматра            |                   | Ева Занети         | теленовела |
| 2010.     | Опасне игре                 |                   | Миранда            | теленовела |
| 2010.     | /                           |                   | Рене Кардона       | филм       |
| 2010.     | /                           |                   | Пени               | филм       |
| 2008.     | /                           |                   | Ева                | ТВ серија  |
| 2007-2008 | /                           |                   | Паула              | теленовела |
| 2006-2007 | Марина                      |                   | Росалба            | теленовела |
| 2005.     | Освета                      |                   | Химена Кампусано   | теленовела |